# Pontus De la Gardie

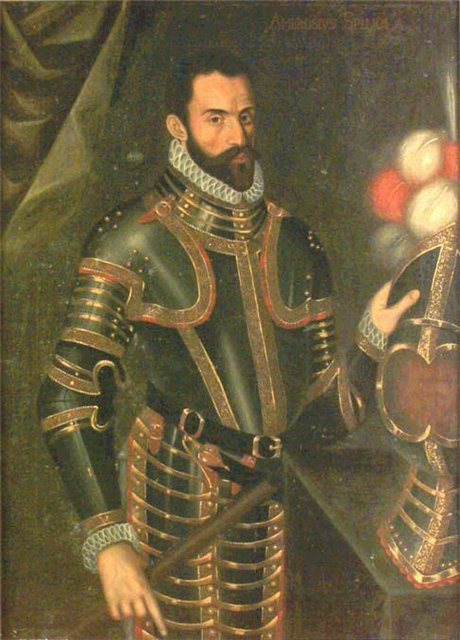
Pontus De la Gardie

Pontus De la Gardie, Freiherr von Ekholmen, (* 1520 in Caunes-Minervois, Languedoc; † 5. November 1585 im Fluss Narva ertrunken) war ein schwedischer Heerführer und Gouverneur von Livland.
Pontus De la Gardie wurde auf Schloss Russol in Frankreich geboren und war Stammvater des schwedischen Adelsgeschlechts De la Gardie. Er kämpfte zunächst unter dem Comte de Brissac in Italien, dann 1557 in der Schlacht bei Saint-Quentin in Frankreich und Schottland zur Zeit Maria Stuarts. Später ging er nach Dänemark und stand ab 1565 in schwedischen Diensten. Er eroberte für Schweden die Ostseeprovinzen Estland und bis 1581 Ingermanland im Kampf gegen Russland.
Pontus heiratete am 4. Februar 1580 im Schloss von Vadstena Sofia Gyllenhielm, eine uneheliche Tochter König Johanns III. von Schweden. Sie starb bei der Geburt ihres dritten Kindes.
1583 war er schwedischer Verhandlungsführer beim Vertrag von Pljussa.
Pontus de la Gardie und seine Frau sind im Tallinner Dom begraben.

## Kinder aus der Ehe mit Sofia Johansdotter Gyllenhielm
- Brita De la Gardie (Pontusdotter) (1581–1645)
- Johan De la Gardie (Pontusson) (1582–1642)
- Jakob De la Gardie (Pontusson) (1583–1652)